# Schloss Fuchsberg

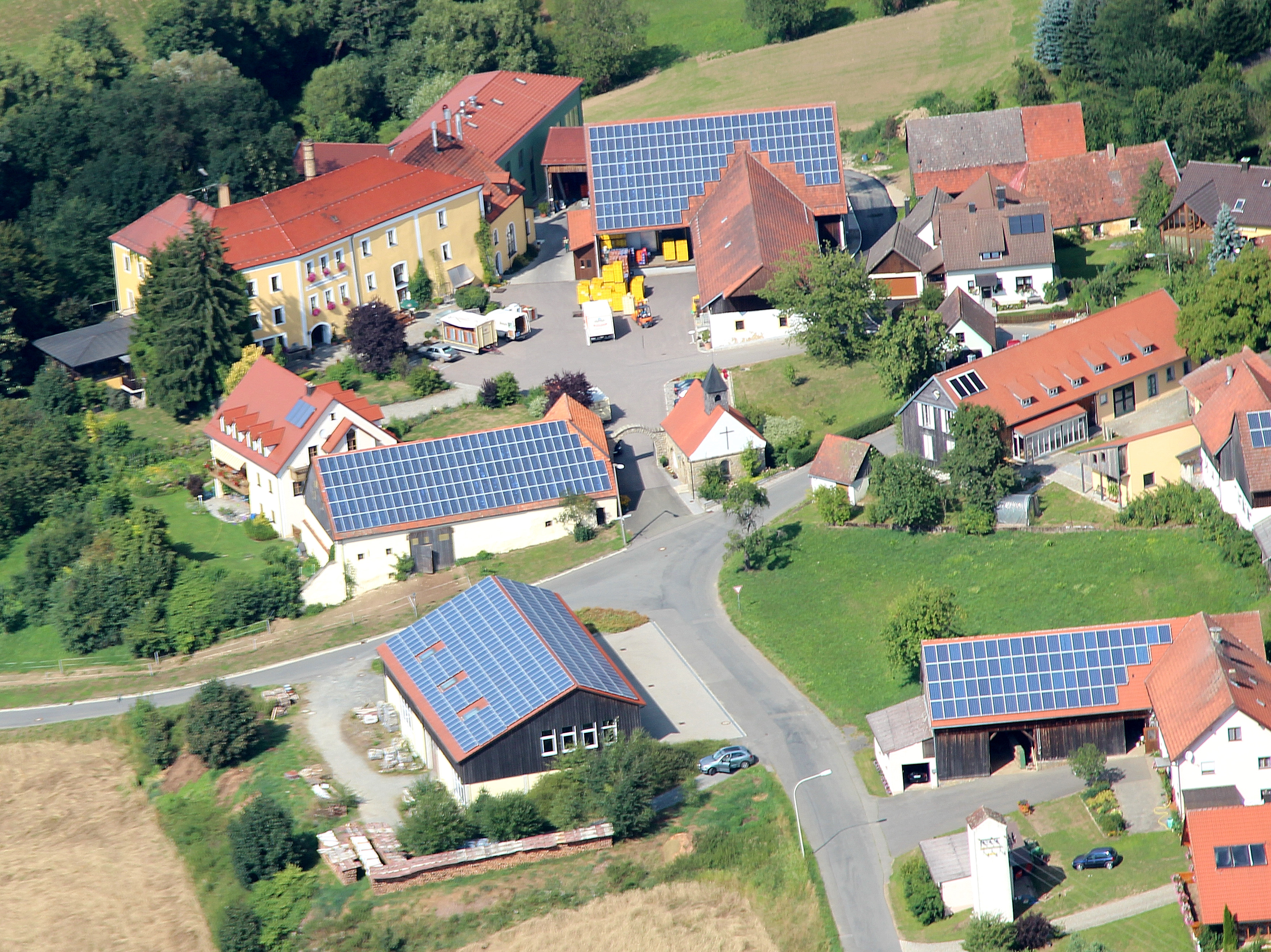
Luftbild der Schlossbrauerei Fuchsberg (2013)

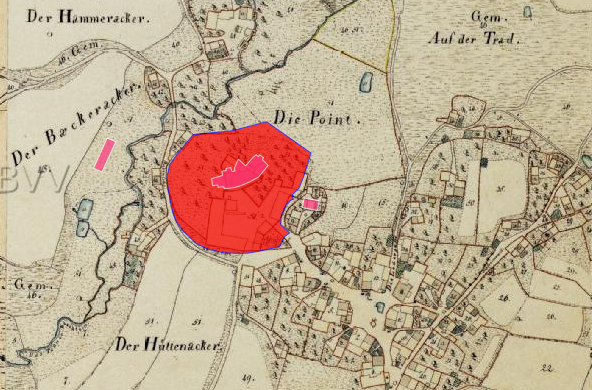
Lageplan von Schloss Fuchsberg auf dem Urkataster von Bayern

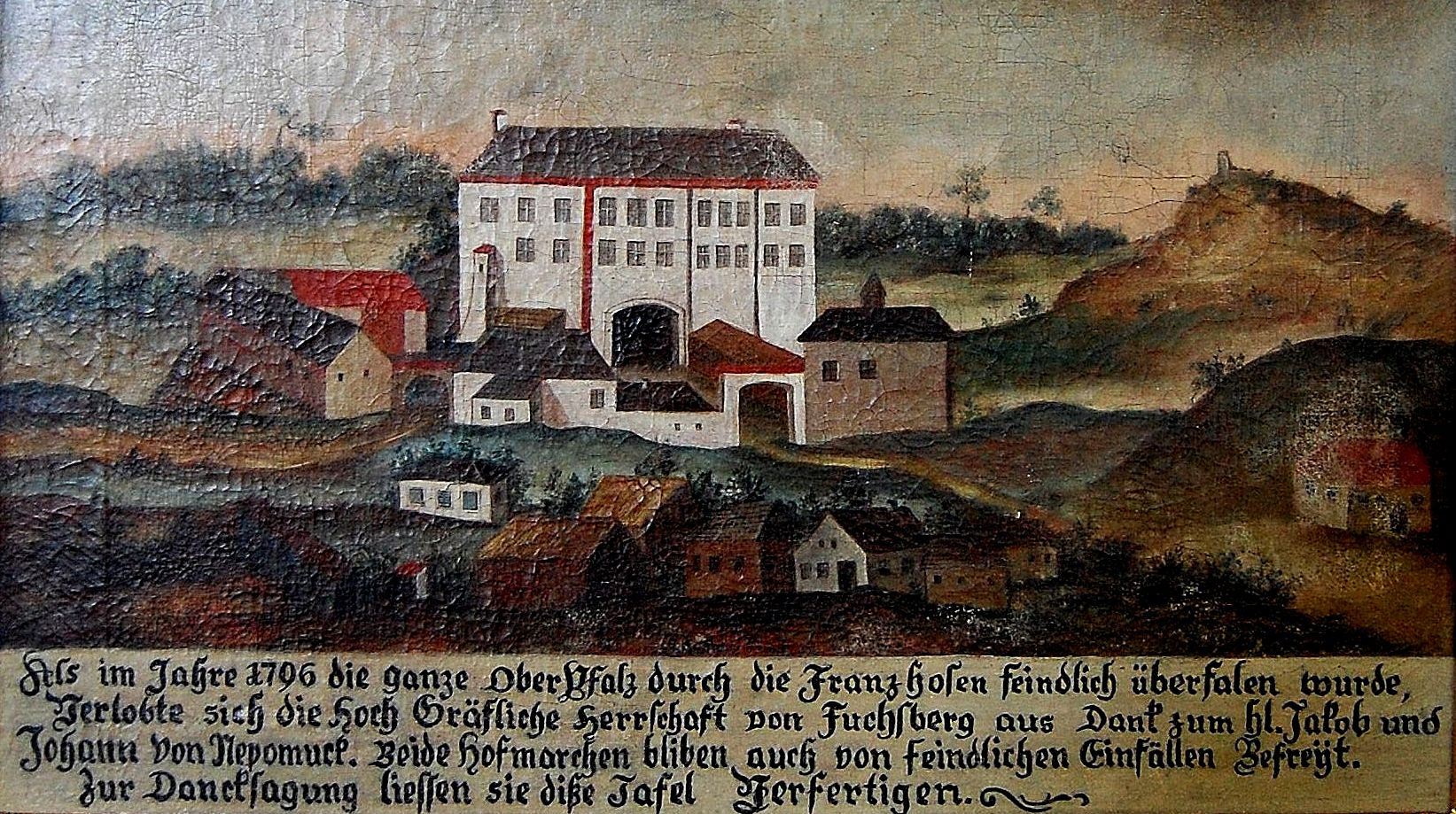
Schloss Fuchsberg 1796, Ausschnitt aus einer Votivtafel in der Kapelle St. Jakob bei Fuchsberg

Das Schloss Fuchsberg liegt in Fuchsberg (Bierbrunnen 1), einem Gemeindeteil der oberpfälzischen Gemeinde Teunz im Landkreis Schwandorf und ist unter der Aktennummer D-3-76-171-15 als ehemaliges Schloss, jetzt Brauerei als Baudenkmal verzeichnet. „Archäologische Befunde im Bereich des ehem. Schlosses von Fuchsberg, zuvor mittelalterliche Burg“ werden zudem als Bodendenkmal unter der Aktennummer D-3-6540-0039 geführt.

## Geschichte
Als erstes sind die Zenger ab 1321 auf Fuchsberg nachweisbar. Konrad der Zenger nahm 1313 an der Seite Ludwig des Bayern an der Schlacht von Gammelsdorf teil. 1321 und 1322 ist Konrad Zenger, 1363 Jordan Zenger als Besitzer von Fuchsberg belegt. 1340 siegelte Chunrat der Zenger von Fuchsberg eine Reichenbacher Urkunde.
1400 saß hier Heinrich der Muracher. Fuchsberg war nicht Leuchtenbergisches Lehengut, sondern nur das Messlehen sowie der große und der kleine Zehent gerieten im 15. Jahrhundert in Leuchtenbergische Lehensabhängigkeit. 1487/88 wurde Ludwig „Muhrer“, Pfleger zu Murach, mit der Öde „zum Swaigkhoff“ belehnt, die dann fester Allodialer Besitz der Hofmark Fuchsberg wurde. 1494 werden in „Fvxperg“ sieben Mannschaften des Pflegamtes Murch genannt und zusätzlich 13 Mannschaften des „Muhrers“ (Fuchsberg war also keine „geschlossene“, sondern eine „offene“ Hofmark).
Von 1518 bis 1545 war hier Hanns Sazenhofer von Fuchsberg als oberpfälzischer Landsasse immatrikuliert. Von 1548 bis 1570 ist Wolff Sazenhofer der Landsasse.
1581 wird hier „Aldo Hanns vonn Sazenhofen“ auf seiner Hofmark genannt, wobei in Fuchsberg weitere acht Mannschaften nicht hofmärkisch waren. 1585 und 1599 wird Veit Hanns von Sazenhofen als Inhaber genannt. 1606 ist Fuchsberg eine Hofmark des Veit Hanns von Sazenhofen mit 40 Mannschaften. 1614 folgt dessen Erbe Georg Peter von Sazenhofen, der Fuchsberg mit 42 Mannschaften vor 1622 an Jobst Sigmund von Sazenhofen verkauft, wobei weitere neun Mannschaften nicht zur Hofmark zählten. 1630 werden hier unter anderem eine Tafern, eine Schmiedstatt, ein Badhaus, zwei Mühlen sowie ein „öedes vngangbares hamerguett“ genannt. Diese gehörten zur Grundherrschaft und zum Niedergericht Fuchsberg. Die hohe Gerichtsbarkeit wurde vom Amt Murach ausgeübt. 1635 übergibt dieser Fuchsberg seinem Sohn Christoph Albrecht. Weitere Besitzer waren Adam Balthasar (1676) und Wolf Georg Adam von Sazenhofen (1696), dessen Witwe war hier 1740 immatrikuliert.
1749 kam Fuchsberg in den Besitz der Grafen von Taufkirchen, die auch das Gut Teunz besaßen. 1762 werden zusätzlich ein herrschaftliches Schloss mit weiteren Baulichkeiten sowie ein Bräuhaus genannt. Als Landsassen auf Fuchsberg sind in der Folge immatrikuliert: Karl von Taufkirchen (1749), 1769 dessen Witwe Eleonore († 1771), dann die Vormundschaft über ihre Söhne (ausgeübt durch Siegmund von Sazenhofen und Friedrich Kasimir von Sazenhofen), es folgten Joseph von Taufkirchen und zuletzt 1782 Stanislaus von Taufkirchen, der bis zu seinem Tod († 1830) Herr auf Fuchsberg war.
1811 gehörte Fuchsberg als Steuerdistrikt noch zum Pflegamt Murach. 1834/35 wurde in Fuchsberg die adelige Gerichtsbarkeit aufgehoben und die gesamte Gerichtsbarkeit vom Pflegamt Murach dem Landgericht älterer Ordnung Neunburg vorm Wald zugeschlagen. Am 30. Mai 1840 wurde ein Landgericht I. Ordnung in Oberviechtach gebildet, dem auch Fuchsberg zugeordnet wurde.
1663 beginnt die Geschichte der Schlossbrauerei Fuchsberg, die 1870 von der Familie Vogl erworben wurde und die heute in der dritten Generation fortgeführt wird.

## Beschreibung
Das Schloss liegt östlich und ca. 20 m oberhalb der Faustnitz, die bei Teunz in die Murach einmündet. Es ist heute ein dreigeschossiger Bau mit einem schräg abgewinkelten Abschnitt nach Westen und einer Aufzugsgaupe, gedeckt mit einem Satteldach und einem Walmdach. Er ist im Kern mittelalterlich, wurde aber im 19. Jahrhundert verändert. Der Stadel beim Einfahrtstor stammt aus dem 19. Jahrhundert. Von der mittelalterlichen Burg haben sich noch eine Mauer und ein Graben erhalten. Das Areal wird heute weitgehend von Gebäuden der Schlossbrauerei Fuchsberg eingenommen.